# Золотий хлопчик
«Золотий хлопчик» (італ. Un ragazzo d'oro) — італійський комедійно-драматичний фільм 2014 року. Автором сценарію та режисером став Пупі Аваті. Фільм отримав нагороду за кращий сценарій на Монреальському кінофестивалі в 2014 році.
Прем'єра в Україні відбулася 9 квітня 2015 року.

## Сюжет
Давид (Ріккардо Скамарчо), писав тексти для рекламного агентства, але мріяв створити справжній літературний твір. На похороні батька він познайомився з красивою і загадковою Людовікою (Шерон Стоун), яка попросила Давида знайти в комп'ютері батька чернетку написаних ним мемуарів, щоб вилучити частину тексту, пов'язаного з її іменем. Нічого не виявивши, Давид вирішує під ім'ям батька писати сам і видавати історію частинами…

## В ролях
| • Ріккардо Скамарчо   | … | Давид Біас         |
| • Шерон Стоун         | … | Людовіка Штерн     |
| • Крістіана Капотонді | … | Сільвія            |
| • Джованна Раллі      | … | мати Давида        |
| • Люсія Россі         | … | Беатріс            |
| • Кристіан Стеллуті   | … | Волтер Ван Воорен  |
| • Освальдо Руджері    | … | Беппе Масеро       |
| • Томмазо Раньо       | … | чоловік Людовіки   |
| • Сандро Дорі         | … | нотаріус           |
| • Фабіо Феррарі       | … | літературний агент |
| • Валерія Маріні      | … | подруга Давида     |
| • Фабриціо Амикуччі   | … | Марко Амадей       |

## Реліз
Фільм був показаний на Монреальському кінофестивалі 27 серпня 2014 року і випущений 18 вересня 2014 року в італійських кінотеатрах, де він зібрав $807 225.

## Нагороди та номінації
Всього 2 перемоги та 5 номінацій:
| Кінофестиваль/Кінопремія                   | Рік  | Категорія                      | Номінант(и)                                      | Результат |
| ------------------------------------------ | ---- | ------------------------------ | ------------------------------------------------ | --------- |
| FICE — Federazione Italiana Cinema d'Essai | 2014 | Найкращий актор                | Ріккардо Скамарчо                                | Перемога  |
| Золота хлопавка                            | 2015 | Найкращий саундтрек            | Рафаель Гуалацці                                 | Номінація |
| Срібна стрічка                             | 2015 | Найкраща акторка другого плану | Джованна Раллі                                   | Номінація |
| Срібна стрічка                             | 2015 | Найкращий саундтрек            | Рафаель Гуалацці                                 | Номінація |
| Срібна стрічка                             | 2015 | Найкраща пісня                 | Рафаель Гуалацці, Джуліано Санджорджі, Еріка Моу | Номінація |
| Монреальський кінофестиваль                | 2014 | Найкращий сценарій             | Пупі Аваті                                       | Перемога  |
| Монреальський кінофестиваль                | 2014 | Гран-прі «Великий приз Америк» | Пупі Аваті                                       | Номінація |